# Френк Макгарві
Френк Макгарві (англ. Frank McGarvey; 17 березня 1956, Глазго — 1 січня 2023) — шотландський футболіст, що грав на позиції нападника. Виступав, зокрема, за клуб «Селтік», а також національну збірну Шотландії.

## Клубна кар'єра
Френк Макгарві перейшов з юнацької команди «Колстон» до «Кайлсіт Рейнджерс» в сезоні 1974-75, де відразу став найкращим бомбардиром з 21 голом в сезоні. Його помітив Алекс Фергюсон, який у той час тренував «Сент-Міррен», і запросив Френка до Пейслі. Макгарві дебютував за нову команду 26 квітня 1975 року і скоро став гравцем основного складу, забивши 17 м'ячів у сезоні і допомігши «Сент-Міррену» стати переможцем Першого дивізіону.
Прекрасна форма Макгарві привернула увагу Боба Пейслі, і в травні 1979 року, Френк перейшов у «Ліверпуль» за £ 270 000. Тим не менш, його перебування в клубі тривало всього 10 місяців. Не маючи змоги прорватися до основного складу Макгарві хотів змінити клуб. Тому невдовзі «Ліверпуль» прийняв пропозицію в розмірі £ 270 000 від «Селтіка» і в березні 1980 року, Френк перейшов у стан кельтів ставши найдорожчим футболістом Шотландії на той час.
Він відіграв за команду з Глазго наступні п'ять сезонів своєї ігрової кар'єри. Більшість часу, проведеного у складі «Селтіка», був основним гравцем атакувальної ланки команди. У складі «Селтіка» був одним з головних бомбардирів команди, маючи середню результативність на рівні 0,46 голу за гру першості. Тим не менш, тодішній тренер «Селтіка» Девід Хей вирішив зробити Мо Джонстона і Браяна Макклера основноми гравцями атакуючої ланки в сезоні 1985-86 і відмовився продовжувати контракт з Макгарві.
В 1985 році Френк повернувся в«Сент-Міррен», в сезоні 1990-91 він був граючим тренером команди «Квін оф зе Саут», а з 1991 по 1993 роки грав за команду «Клайд». Завершив професійну ігрову кар'єру у аматорському клубі «Шоттс Бон Аккорд», за команду якого виступав протягом 1993—1995 років.

## Виступи за збірну
1979 року дебютував в офіційних матчах у складі національної збірної Шотландії. Протягом кар'єри у національній команді, яка тривала 6 років, провів у формі головної команди країни лише 7 матчів.

## Титули та досягнення

### «Селтік»
- Чемпіонат Шотландії
  - Чемпіон (2): 1980–81, 1981–82
- Кубок Шотландії
  - Володар (2): 1979–80, 1984–85
  - Фіналіст (1): 1983–84
- Кубок шотландської ліги
  - Володар (1): 1982–83

### «Сент-Міррен»
- Кубок Шотландії
  - Володар (1): 1986–87